# Cavallino Matto
Il Cavallino Matto è un parco di divertimento della Toscana, situato a Marina di Castagneto Carducci, in provincia di Livorno. Il parco si estende su una superficie di 100.000 m².

## Storia e sviluppo
Il Cavallino Matto nacque nel 1967 come un semplice maneggio, il parco giochi fu collegato pochi anni dopo. Inizialmente denominato Parco Gulliver, presentava scivoli, altalene, minigolf e campi per attività sportive come tennis e pallavolo.
Fu ingrandito all'inizio degli anni novanta, prendendo il nominativo di Cavallino Matto, da uno dei cavalli del vecchio maneggio che aveva comportamenti bizzarri. La particolarità era che presentava scivoli, sia per bambini che per adulti, dalle svariate e bizzarre tipologie: alcuni alti quanto i pini, altri collegati da ponti tibetani, alcuni fatti gradini.
Furono inoltre installate classiche giostre presenti nei lunapark di quegli anni: dalle autoscontro, al classico calcinculo, dai dischi volanti alle gabbie volanti. Altra caratteristica che rendeva noto il parco era che su alcune attrazioni non era presente l'addetto, ma era l'ospite stesso a far partire la giostra.
Col passare degli anni e l'avvento di nuovi parchi in Italia, il Cavallino Matto si soffermò principalmente su un target di ospiti più infantile e cambiò nominativo dal 2001 in Magirè, poi nel 2006, in Magix, divenuto in seguito il nome della mascotte.
Dal febbraio 2006 il parco è di proprietà della storica famiglia di giostrai Manfredini. Nell'ottobre 2006, in seguito al cambio di proprietà, iniziarono i primi grandi lavori per una trasformazione; lavori che furono portati fino a marzo 2007, quando il parco riaprì in una rinnovata veste.

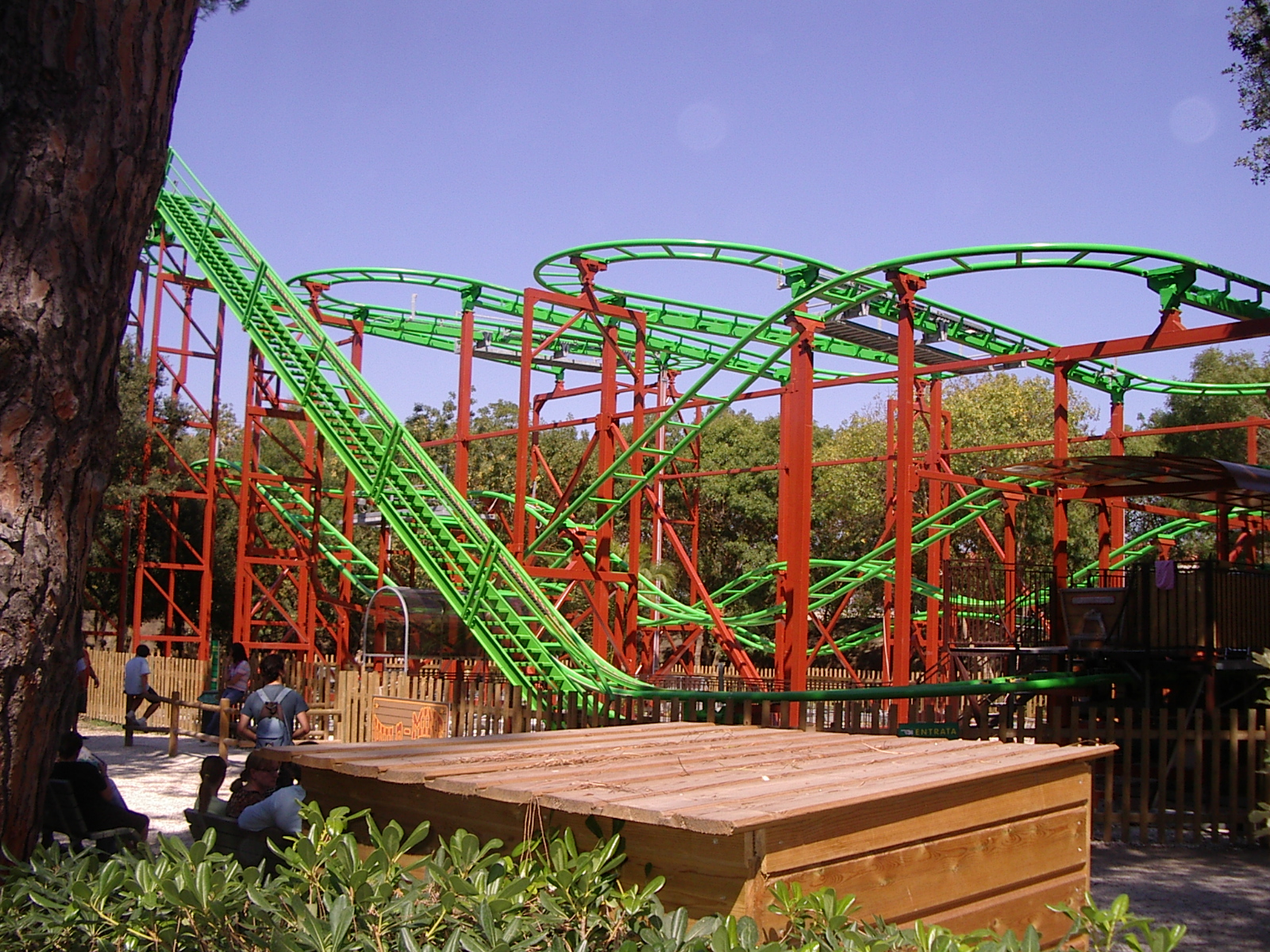
Il Wild Mine oggi

Gli avvenimenti più significativi del parco sono stati:
- 1991: espansione di superficie con l'apertura dell'area attrazioni e giostre meccaniche adatte a tutta la famiglia, trasformandosi da Parco Gulliver all'odierno Cavallino Matto.
- 2001: cambio provvisorio del nome in Magirè, il magico mondo del Cavallino Matto con l'installazione di Ruota Panoramica, Samba Animali, Bimbopoli, Auto d'Epoca, Animali Volanti e Carosello Magico.
- 2006: cambio di proprietà e nome del parco in Magix, il magico parco del Cavallino Matto, con l'installazione di SkyGlider, Project 1, Casa Matta, Nave Pirata, Pista Quad, Pazzo West e Gold River.
- 2007: l'inaugurazione della nuova stagione con La Baia dei Bucanieri, Movie Stars Theatre e Jambore. La stagione si concluse con circa 140.000 visitatori.
- 2009: inaugurazione di Yukatan
- 2010: inaugurazione di Shocking Tower
- 2012: inaugurazione di Rock 'n Roll
- 2015: inaugurazione di Freestyle, l'unica montagna russa in Italia dove il passeggero non è seduto bensì in piedi[1].
- 2018: inaugurazione di Jurassic River, l'unica montagna russa acquatica in Italia con dinosauri a grandezza naturale[2].
- 2024: inaugurazione di Pirati, l’emozionante discesa nella rapide tra bucanieri e serpenti marini.

## Attrazioni attualmente attive

### Montagne Russe
| Attrazione      | Caratteristiche | Modello            | Casa Costruttrice | Anno   |
| --------------- | --- | ------------------ | ----------------- | ------ |
| Project 1       | Family coaster di 17 metri d'altezza con un percorso a forma di otto. | Compact coaster    | L&T Systems       | (2006) |
| Wild Mine       | Originalmente conosciuto come Fantasy Mouse si tratta del primo wild mouse coaster in Italia e nel 2007 è diventato Wild Mine, la sua particolaritá sono le varie curve di 120° che regalano delle forti forze G. | Wild mouse coaster | L&T Systems       | (1997) |
| Topozorro       | Classico brucomela ma tematizzato dietro l'omonimo personaggio. | Kiddy coaster      | SDC               | (2007) |
| Speedy Gonzales | Kiddy coaster che originalmente si trovava vicino all'ingresso ma nel 2012 è stato spostato accanto Wild Mine. | Kiddy coaster      | L&T Systems       | (2003) |
| Freestyle       | Unico stand up coaster in Italia è stato acquistato dal parco toscano nel 2014 dopo che Canada's Wonderland ha rimosso l'attrazione, attualmente è l'unica attrazione del parco ad avere un'inversione.           | Stand Up Coaster   | Togo              | (2015) |
| Jurassic River  | Water coaster che presenta ben due parti coaster alte entrambe 13 metri. | Water Coaster      | Technical Park    | (2018) |

### Attrazioni Acquatiche
| Attrazione         | Caratteristiche                                                                | Casa Costruttrice  | Anno        |
| ------------------ | ------------------------------------------------------------------------------ | ------------------ | ----------- |
| Baia dei Bucanieri | Barche dotate di cannoni ad acqua.                                             | SBF Rides          | (2007)      |
| Canoa delle favole | Percorso su canoe.                                                             | Preston & Barbieri | (2007)      |
| Jurassic River     | Unica ride che combina il percorso su tronchi e montagna russa                 | Technical Park     | (2018)      |
| Pirati             | Un'emozionante discesa a bordo del tuo gommone tra bucanieri e serpenti marini | Zamperla           | (2024/2025) |

### Attrazioni varie
| Attrazione              | Caratteristiche | Casa Costruttrice  | Anno   |
| ----------------------- | --- | ------------------ | ------ |
| Rock'n Roll             | Flat-ride rotatoria, a motore centrale, con bracci oscillanti che salgono e scendono, all'estremità dei quali sono appesi 25 auto girevoli. | Schwarzkopf        | (2012) |
| Huracan Tower           | Aperta nel 2010 sotto il nome di Shocking Tower questa drop tower portava gli ospiti fino a 50 metri d'altezza per poi precipitare verso il basso. Nel 2023 è stata rinominata Huracan Tower ed è stata trasformata in una combo tower, inoltre è stata aggiunta della scenografia a tema Maya. | Soriani S.r.l.     | (2023) |
| Yukatan                 | Thyphoon costruito dalla ditta Technical Park oscilla fino a 25 metri d'altezza, è tematizzato in stile calendario maya. | Technical Park     | (2009) |
| Raptor ship             | La classica "nave pirata" che oscilla, originalmente si trovava accanto alla Baia dei Bucanieri ma nel 2017 è stata spostata accanto Freestyle e nel 2018 è stata ritematizzata a tema dinosauri.                                                                                               | SBF Rides          | (2006) |
| Safari Adventure Game   | Percorso su jeep ambientato nella giungla, nel 2020 sono stati aggiunte delle pistole sul veicolo per colpire alcuni bersagli nel percorso. | Preston & Barbieri | (2007) |
| Flying Swinger          | Classica attrazione a catene con la particolaritá di alzarsi e oscillare durante la corsa. | Zierer             | (2019) |
| Cavallino Train Express | Un treno elettrico che regala in giro panoramico del parco, nel 2010 è stata aperta la Gold Mine ovvero una parte dark ride e nel 2021 è stato aggiunto l'audio on-board. | Sconosciuto        | (2001) |
| Funicolare              | Una classica seggiovia che regala una bella visuale sulla zona far west. | Sconosciuto        | (1991) |
| Jeep Rex                | Si tratta di un piccolo simulatore per i più piccoli dove una Jeep viene attaccata da un T-Rex. | SBF Rides          | (2018) |
| Pazzo West              | Un percorso su dei cavalli ambientato in un villaggio west. | SBF Rides          | (2006) |
| Masai                   | Una flat ride dove gli ospiti si siedono sopra le braccia che compiono dei salti di diversa potenza. | Zamperla           | (2022) |

### Spettacoli

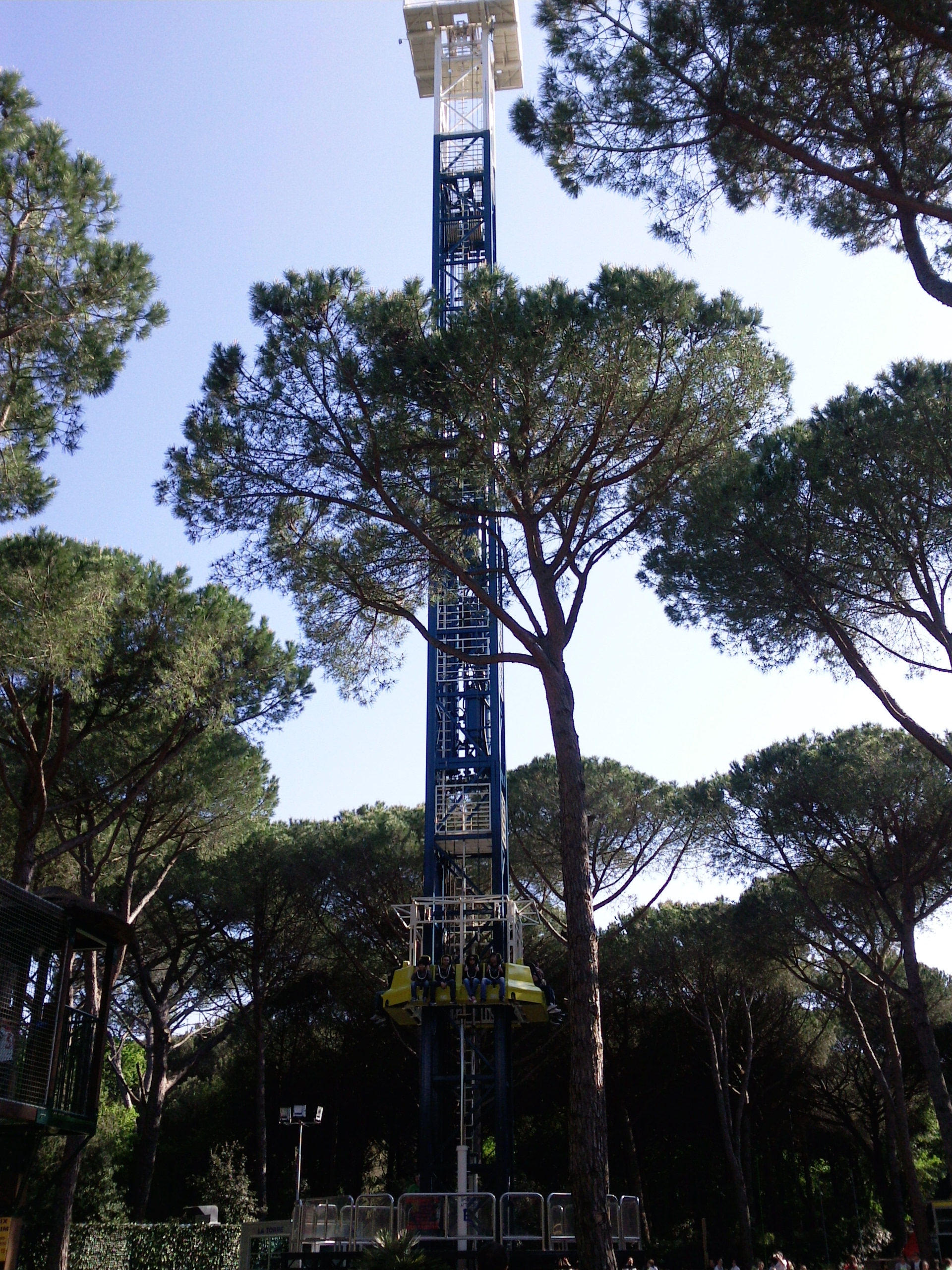
La Shocking Tower oggi

| Attrazione          | Caratteristiche                                                                       | Anno   |
| ------------------- | ------------------------------------------------------------------------------------- | ------ |
| Arena Show          | Arena nella quale vengono svolti gli spettacoli all'aperto                            | (2006) |
| Movie Stars Theatre | Cinema 4D                                                                             | (2007) |
| PalaVerde           | Struttura concepita per spettacoli di ogni tipo da 650 posti a sedere, grande 750 m2. | (2008) |

## Galleria d'immagini

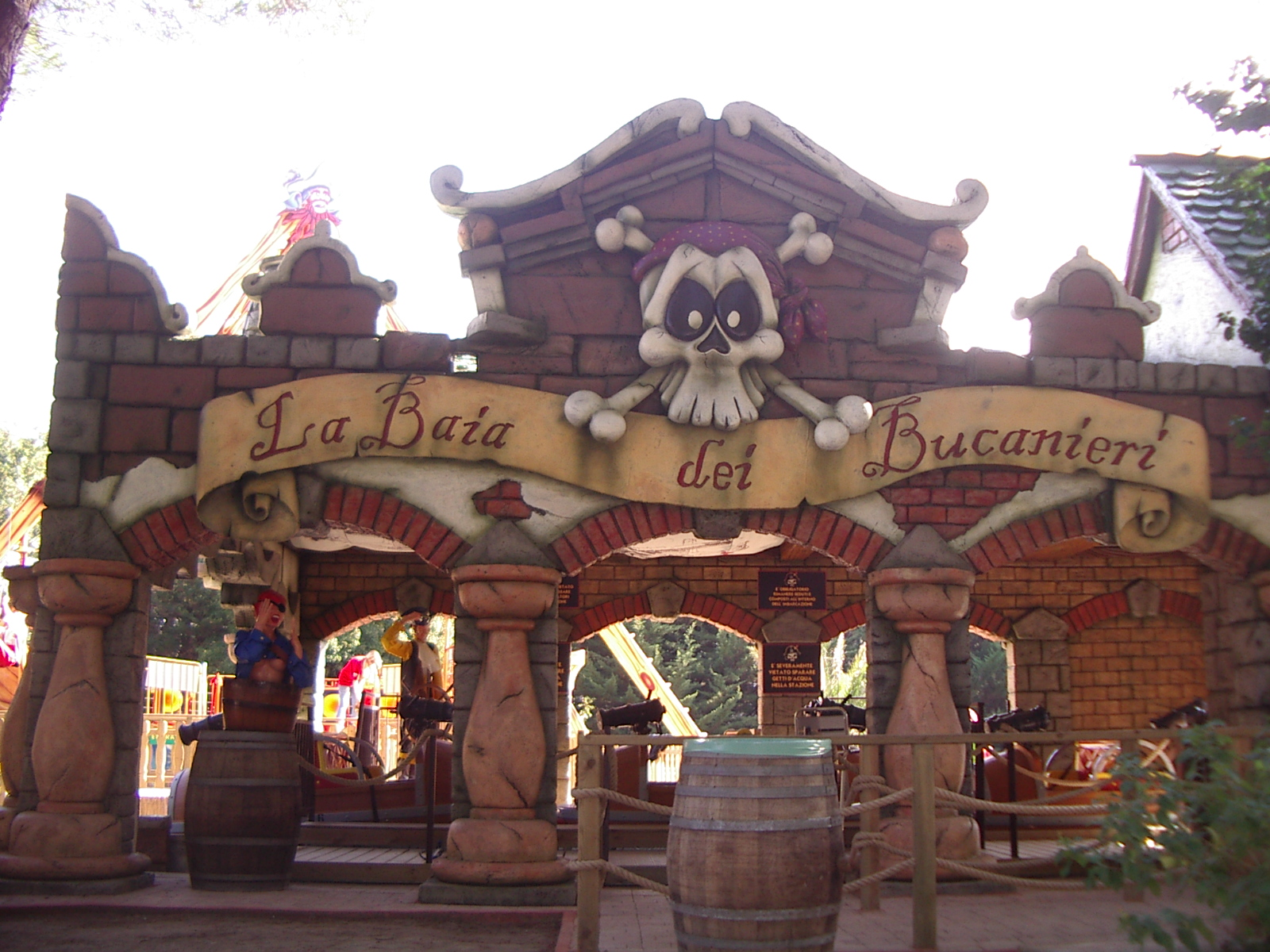
La Baia dei Bucanieri
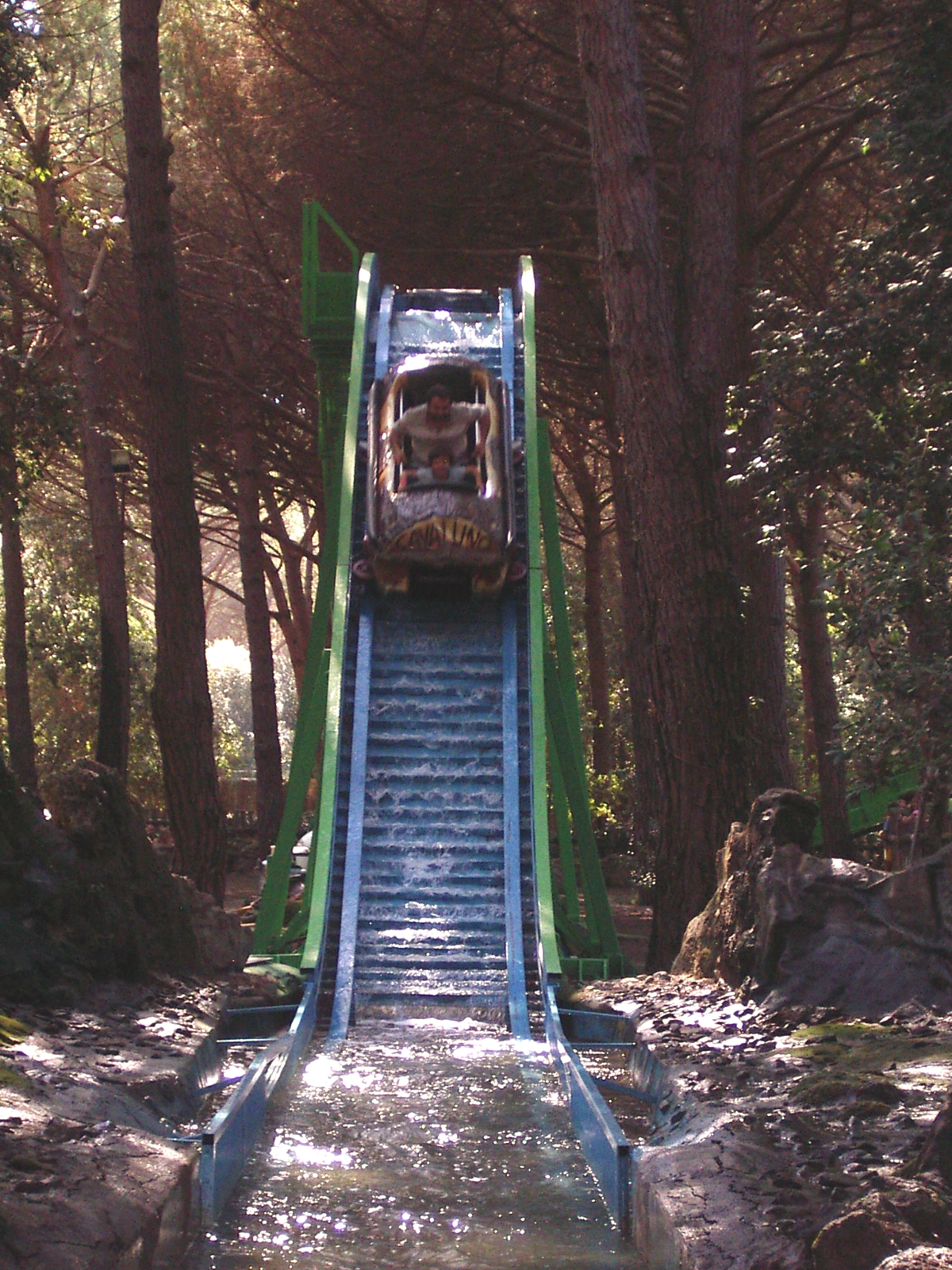
Il Colorado Boats (smantellato nel 2018)
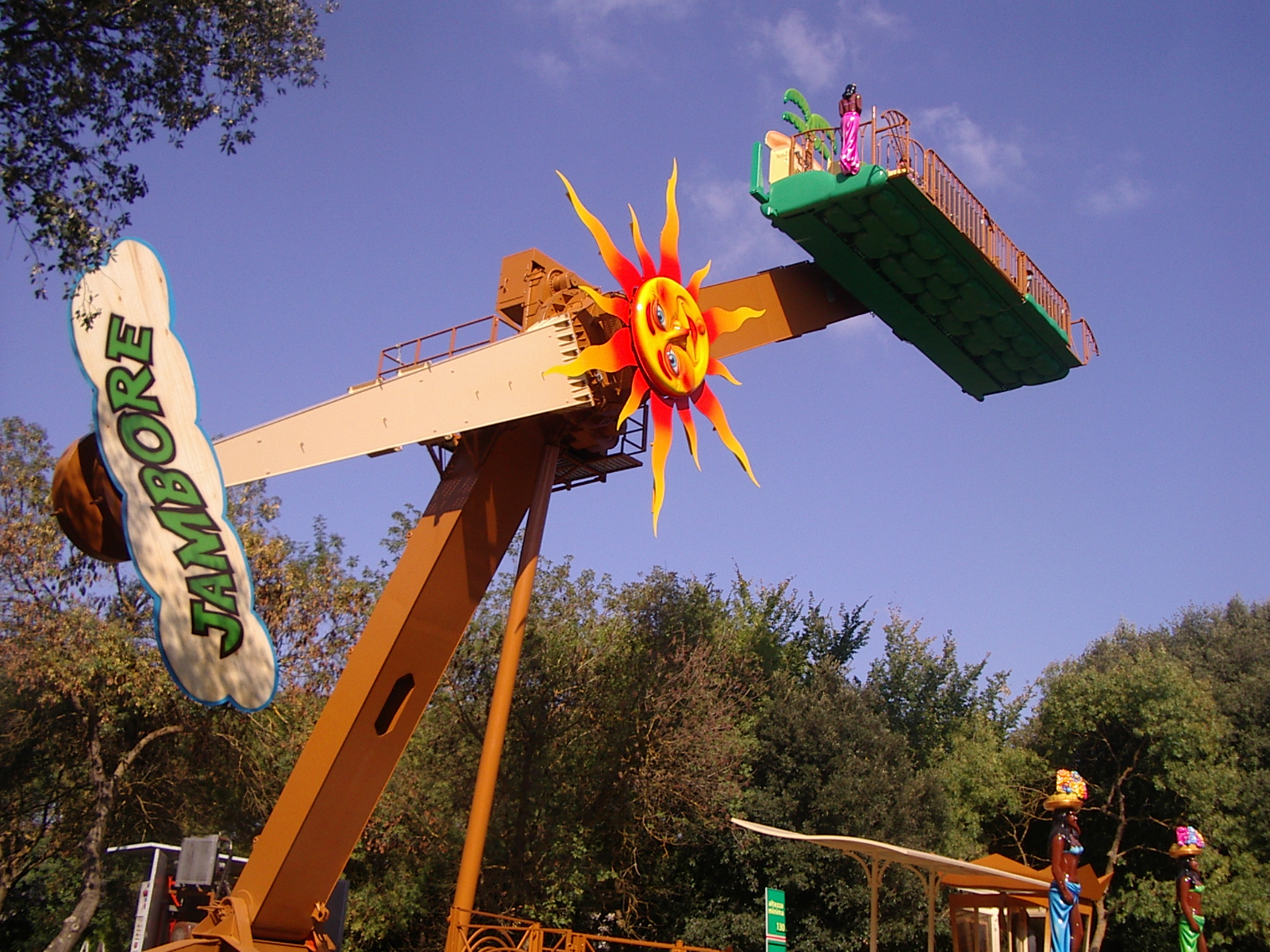
Il Jambore (smantellata nel 2009)
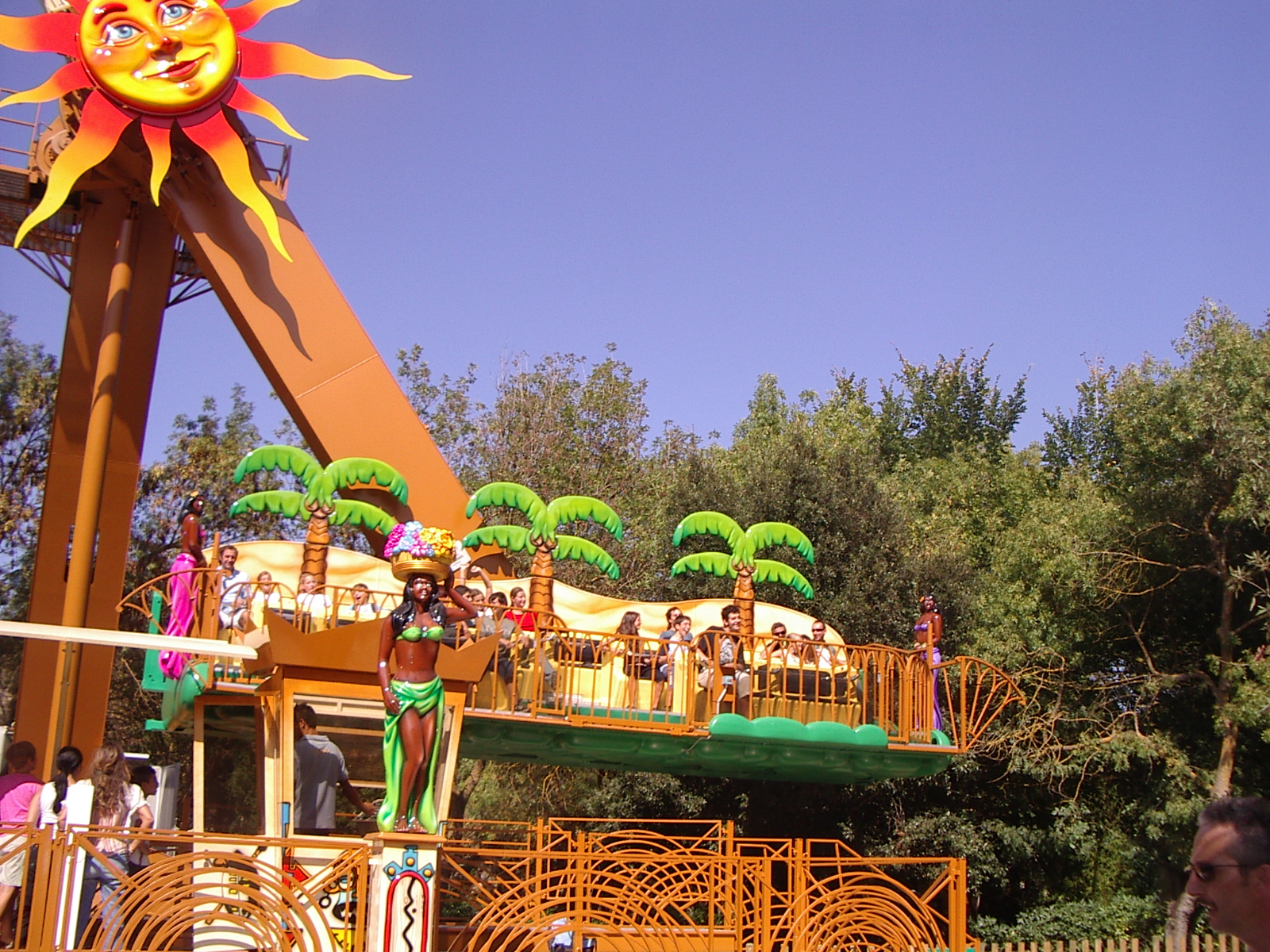
Il Jambore (smantellata nel 2009)
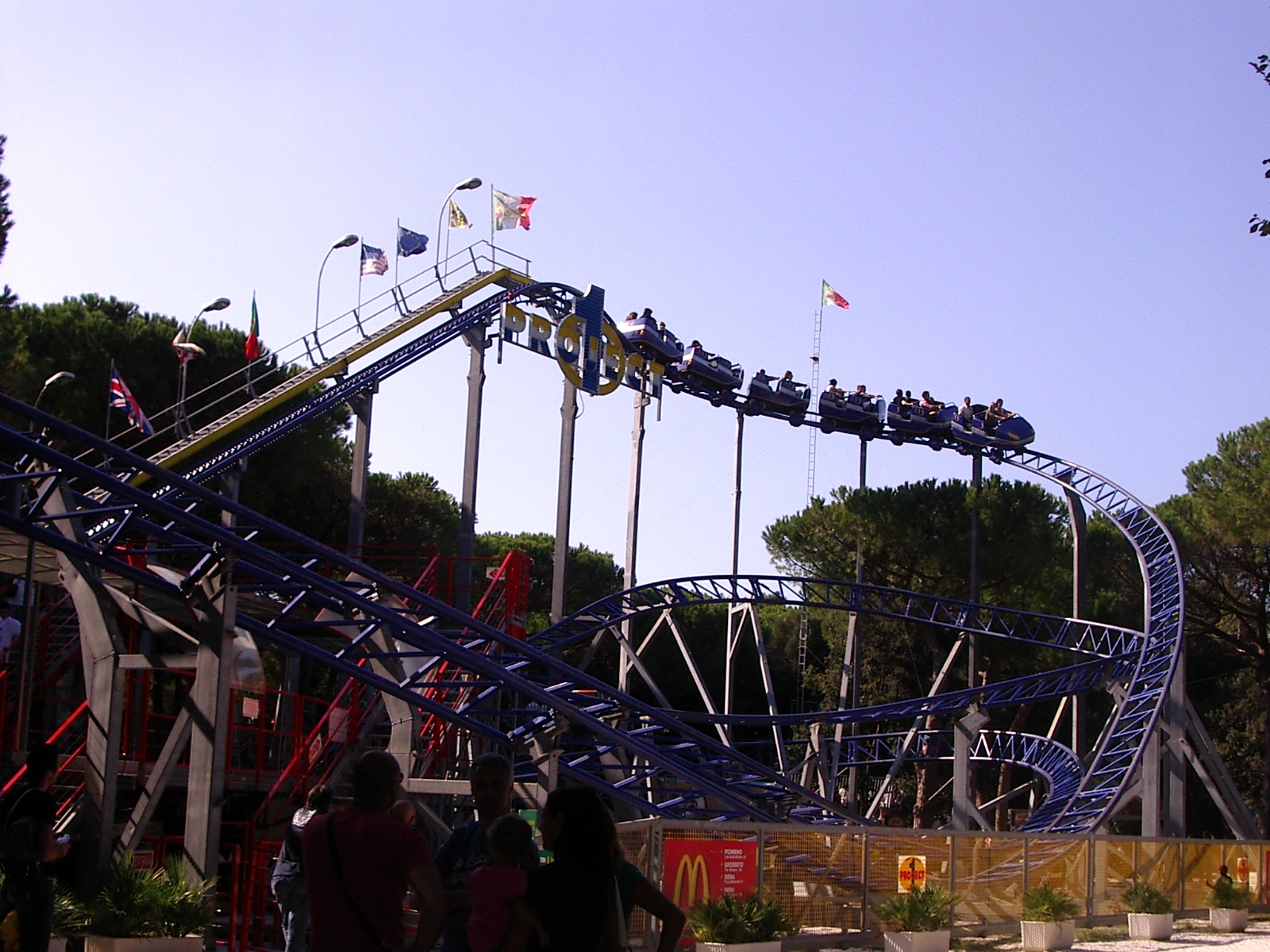
Il Project 1 fino al 2010